# Хорзово
Хорзово — упразднённое село в Заводоуковском районе Тюменской области России. На момент упразднения входило в состав Першинского сельсовета. Исключено из учётных данных в 1996 году, в связи с выбытием жителей и прекращением существования.

## География
Располагалось на реке Бегила (приток реки Ук), на расстоянии примерно 4 километров (по прямой) к востоку от села Бигила.

## История
До 1917 года входила в состав Бигелинской волости Ялуторовского уезда Тобольской губернии. По данным на 1926 год деревня Хорзова состояла из 151 хозяйства. В административном отношении являлась центром Хорзовского сельсовета Новозаимского района Тюменского округа Уральской области.

## Население
| 1989 |
| ---- |
| 31   |

По данным переписи 1926 года в деревне проживало 720 человек (329 мужчин и 391 женщина), в том числе русские составляли 100 % населения.

## Уроженцы
В деревне родился Зот Корнилович Тоболкин советский и российский писатель.